# デジタルホールディングス
株式会社デジタルホールディングス（英: DIGITAL HOLDINGS, INC.）は、東京都千代田区に本社を置く日本の持株会社。
株式会社オプトをはじめとしたインターネット広告事業を行う企業を傘下に置いている。

## 沿革
- 1994年3月 - 「有限会社デカレッグス」として法人設立[2]。
- 1995年4月 - 「株式会社オプト」に社名変更。
- 1997年10月 - eマーケティング事業に進出。
- 2000年7月 - インターネット広告代理事業に本格進出。eマーケティング効果測定システム『アドプラン』開始。
- 2004年2月13日 - ジャスダック上場[3]。
- 2006年1月 - 電通とインターネットマーケティング分野全般における業務提携[4]（現在は提携解消）。
- 2007年12月 - 電通の持分法適用関連会社となる[5]。
- 2008年3月 - 株式公開買い付けにより、電通が筆頭株主となる[6]。
- 2009年5月 - 本店（東京本社）を千代田区大手町から千代田区神田錦町に移転[7]。
- 2010年12月 - カルチュア・コンビニエンス・クラブと資本・業務提携（現在は提携解消）。
- 2012年2月 - 本店（東京本社）を千代田区神田錦町から千代田区四番町に移転。
- 2013年10月 - 東京証券取引所第一部に市場変更。
- 2015年4月 - 持株会社制へ移行、「株式会社オプトホールディング」に改称。新設分割で「株式会社オプト」設立[8]。
- 2016年1月 - 監査等委員会設置会社への移行[9]。
- 2017年7月 - ソウルドアウトが東京証券取引所マザーズへ上場[10]。
- 2018年4月 - AI事業の新会社「SIGNATE」設立[11]。
- 2019年
  - 3月 - ソウルドアウトが東京証券取引所第一部に市場変更[12]。
  - 4月 - 中国事業の新会社「オプトチャイナ」設立[13]（2021年3月清算）。
- 2020年
  - 4月 - デジタルシフト事業の新会社「株式会社デジタルシフト」設立[14]
  - 7月 - 商号を株式会社オプトホールディングから「株式会社デジタルホールディングス」に変更。
- 2022年4月 - ソウルドアウトの保有全株式を博報堂DYホールディングスへ譲渡[15]。SIGNATEが連結子会社でなくなる[16]。
- 2024年4月1日 - グループ連結子会社の再編を実施し、デジタルシフト・コネクトム・オプトインキュベート・リテイギの4社をオプトへ統合[17]。

## グループ企業
- オプト
- バンカブル
- Bonds Investment Group
- OPT America

## 所属団体
- 日本広告業協会（JAAA）
- インターネット広告推進協議会（JIAA）
- モバイル・コンテンツ・フォーラム（MCF）
- モバイルアフィリエイト協議会（MAC）